# Sant Andreu de Cal Pallot
Sant Andreu del Cal Pallot és una església romànica del segle xii situada al municipi de Puig-reig (Berguedà), inclosa en l'Inventari del Patrimoni Arquitectònic de Catalunya. És a la vora de la Riera de Merlès i del Mas de Cal Pallot. Fins al segle xviii era coneguda amb el nom de Sant Andreu de Gamisans. En destaquen les seves pintures murals i també diverses tombes antropomorfes al perímetre del temple. Actualment el conjunt presenta un estat força deteriorat.

## Descripció
L'església és d'una sola nau, amb carreus força regulars, sobretot a l'absis, de grans proporcions i seguint filades horitzontals i col·locats a trencajunts. La nau està resseguida a l'interior per una doble bancada de pedra que la voreja i de la qual solament es veu la filada superior, a causa de l'aixecament del nivell del terra. A tramuntana s'obre la porta d'accés d'arc de mig punt adovellat i en aquest mateix mur s'obre una fornícula d'arc apuntat. L'església és coberta amb volta de canó apuntada que arrenca d'una cornisa que segueix tota l'església. L'absis semicircular a llevant és separat de la nau per l'arc triomfal i té una finestra d'arc de mig punt monolítica amb dos arcs en degradació. Una finestra al mur de ponent de doble esqueixada i el campanar d'espadanya del qual resten solament una de les dues obertures, són elements en difícil estat de conservació. Com a curiositat cal remarcar que l'entrada a l'església està encarada al nord i no a orient com és habitual.

### Pintures murals
Es conserven restes de pintures murals romàniques a l'absis i a l'arc triomfal atribuïdes al mestre de Lluçà i vinculades a les de l'església de Sant Martí de Puig-reig. L'any 1985, el Servei de Museus de la Generalitat de Catalunya va recuperar i consolidar aquests fragments de pintura.
Són unes pintures poc conegudes arreu de Catalunya i de la comarca, tot i que es tracta de fragments molt interessants dins el conjunt de la pintura romànica de transició al gòtic. De tot el conjunt que decorava l'absis, l'arc triomfal i una part de la nau de migdia, només se'n conserven uns fragments. La decoració de la volta de l'absis s'ha perdut i es conserven només fragments dels típics cortinatges a la part inferior, i part de la decoració geomètrica de la finestra. Al costat de migjorn del mur de l'absis, al registre superior, hi ha un grup de figures format per quatre personatges: un assegut en un setial i nimbat, que dirigeix la mirada al quart d'esfera de l'absis, i els altres tres en un nivell inferior, sota la inscripció MVLTA, que al·ludeix a la multitud dels pobles que aclamen el Senyor. Un d'aquests personatges porta corona. A l'arc triomfal s'hi conserven restes d'una decoració vegetal (a la part de tramuntana) i una de molt simple formada per punts negres; i un fragment de retícula geomètrica i la figura d'un personatge de perfil amb la mà alçada assenyalant l'absis. Probablement la resta de murs no foren mai pintats en la seva totalitat. Sí que són encara visibles al mur de migjorn tres creus pintades inscrites en cercles, coetànies de les altres pintures, que es relacionen amb la benedicció de l'església.
També en el mur de migdia, durant la consolidació efectuada el 1985, s'hi va trobar un fragment rectangular a mitja alçada que representa el tema de la psicòstasi o el pesament de les ànimes per Sant Miquel. L'arcàngel sant Miquel s'identifica amb una inscripció (ST MICAE...), i a l'altra banda el dimoni, amb una inscripció il·legible, i representat com un animal monstruós, una bèstia fosca, peluda, amb banyes i extremitats acabades amb llargues ungles. Al centre, una balança que pesa les accions bones i les accions dolentes, representades per un angelet i per un ésser monstruós, respectivament.
En conclusió, quant al programa iconogràfic del conjunt, es pot intuir, amb els pocs elements conservats, que en el quart d'esfera de l'absis es representava el Pantocràtor acompanyat dels símbols tetramòrfics dels quatre evangelistes: Déu es presenta com a jutge en el moment de la fi del món, com és usual en la tradició del romànic. A la part baixa, probablement, hi devia haver la representació dels apòstols acompanyats d'altres personatges que representen les multituds que es presenten davant de Déu per ser jutjats. Aquesta hipòtesi és reforçada pel tema de Sant Miquel i la psicòstasi.

## Història
Manquen les notícies històriques sobre l'església de Sant Andreu. L'edifici pertany a una construcció del segle xii, dins l'onada de construccions religioses separades completament del primer romànic. Malgrat les dates avançades d'aquesta església, cal fer referència al conjunt de tombes antropomorfes excavades a la roca i properes a l'església, al costat de tramuntana i que demostren que un edifici anterior fou construït en època preromànica. La necròpoli consta de 17 sepultures.
Els orígens de l'església es remunten al segle x com ho certifica la necròpolis amb les tombes excavades a la roca. L'església era aleshores coneguda amb el nom de Sant Andreu de Gamissans, topònim que es va conservar fins al segle xviii (en la visita pastoral efectuada pel prior de Sant Martí de Puig-Reig de l'any 1726).
La "Villa Gamisane" és documentada des de finals del segle x i l'any 1312, l'església de Sant Andreu era parroquial, categoria que va perdre a l'època moderna.

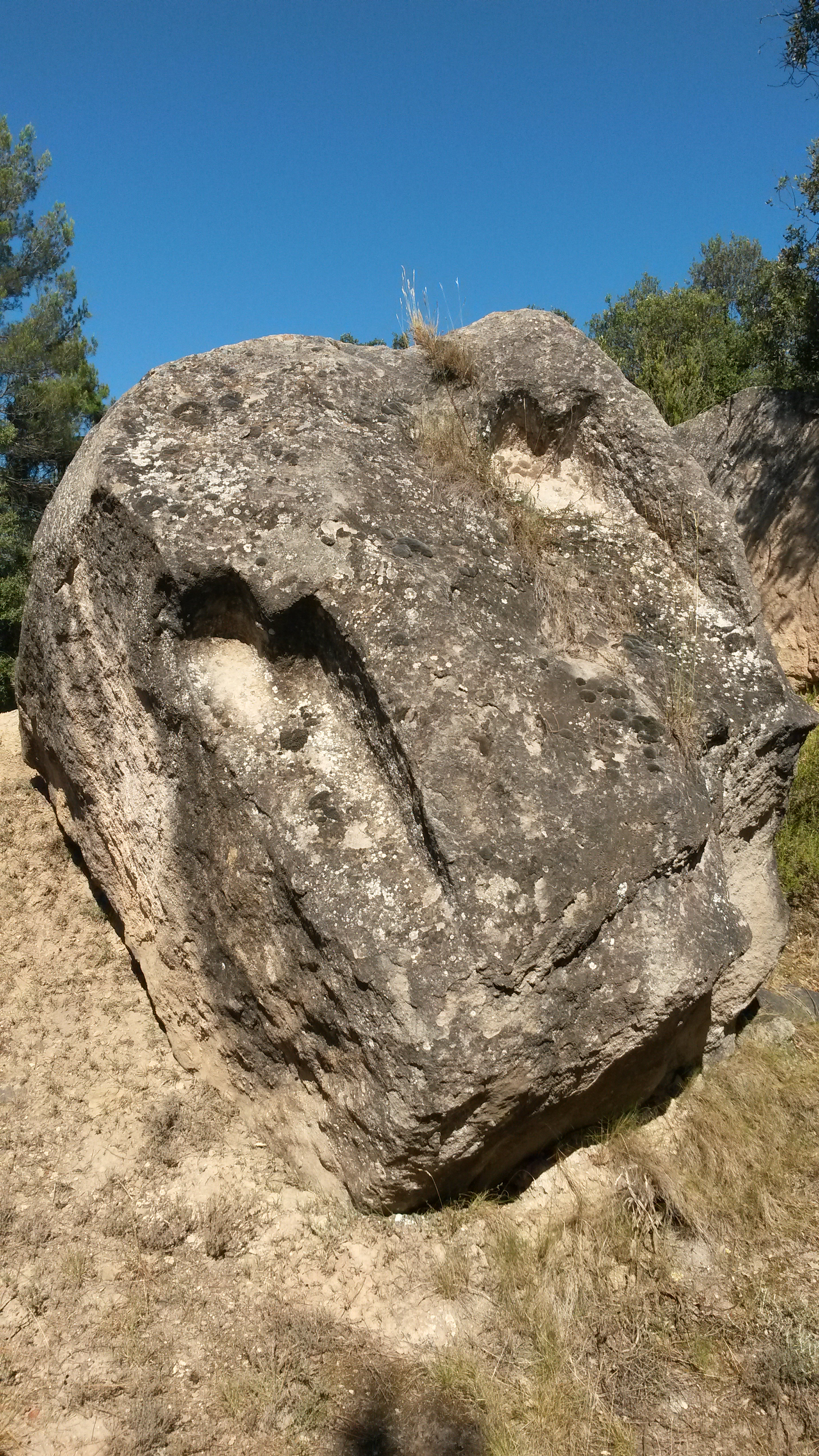
Tombes antropomorfes excavades a la roca.
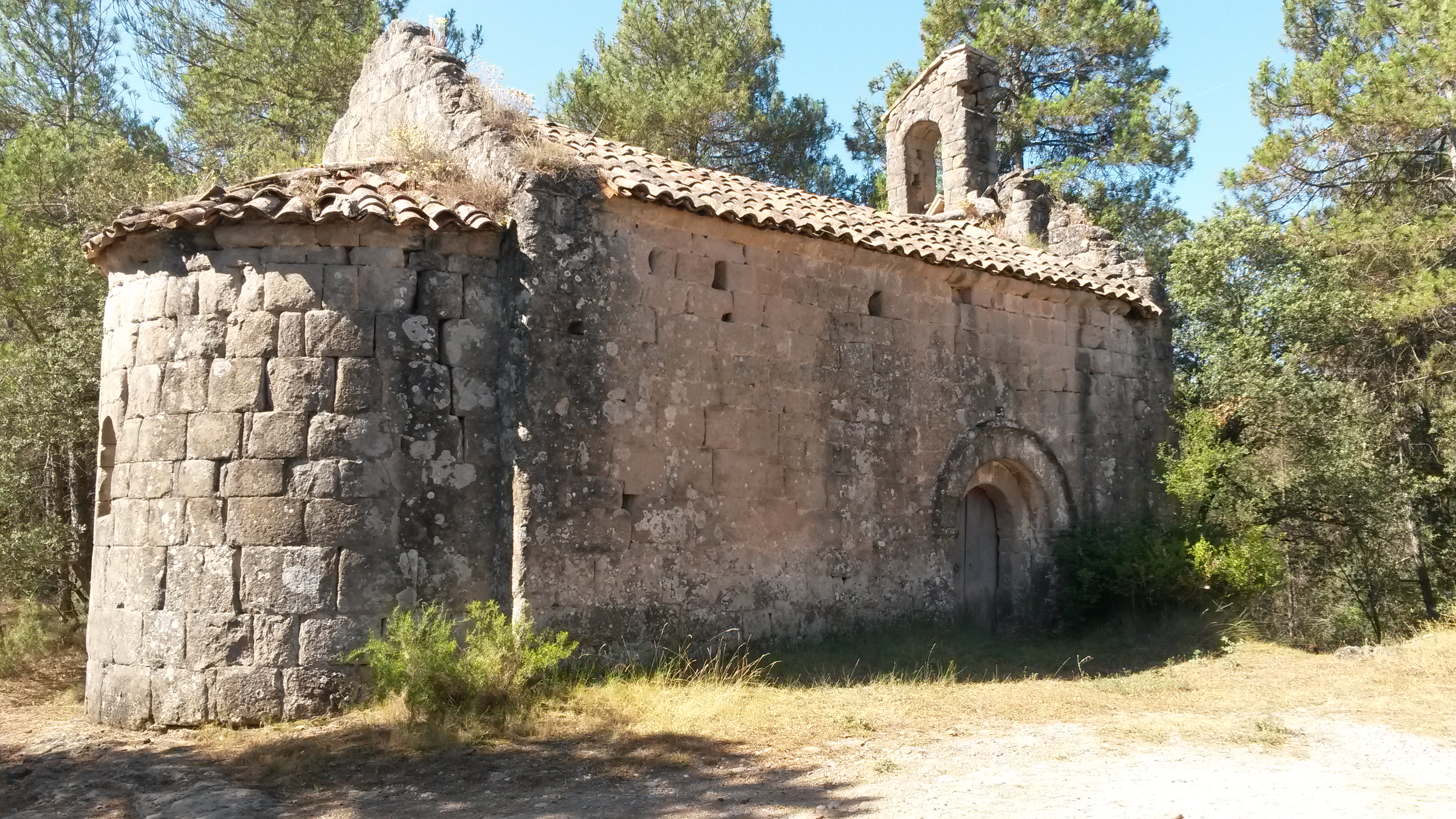
Sant Andreu de Cal Pallot.
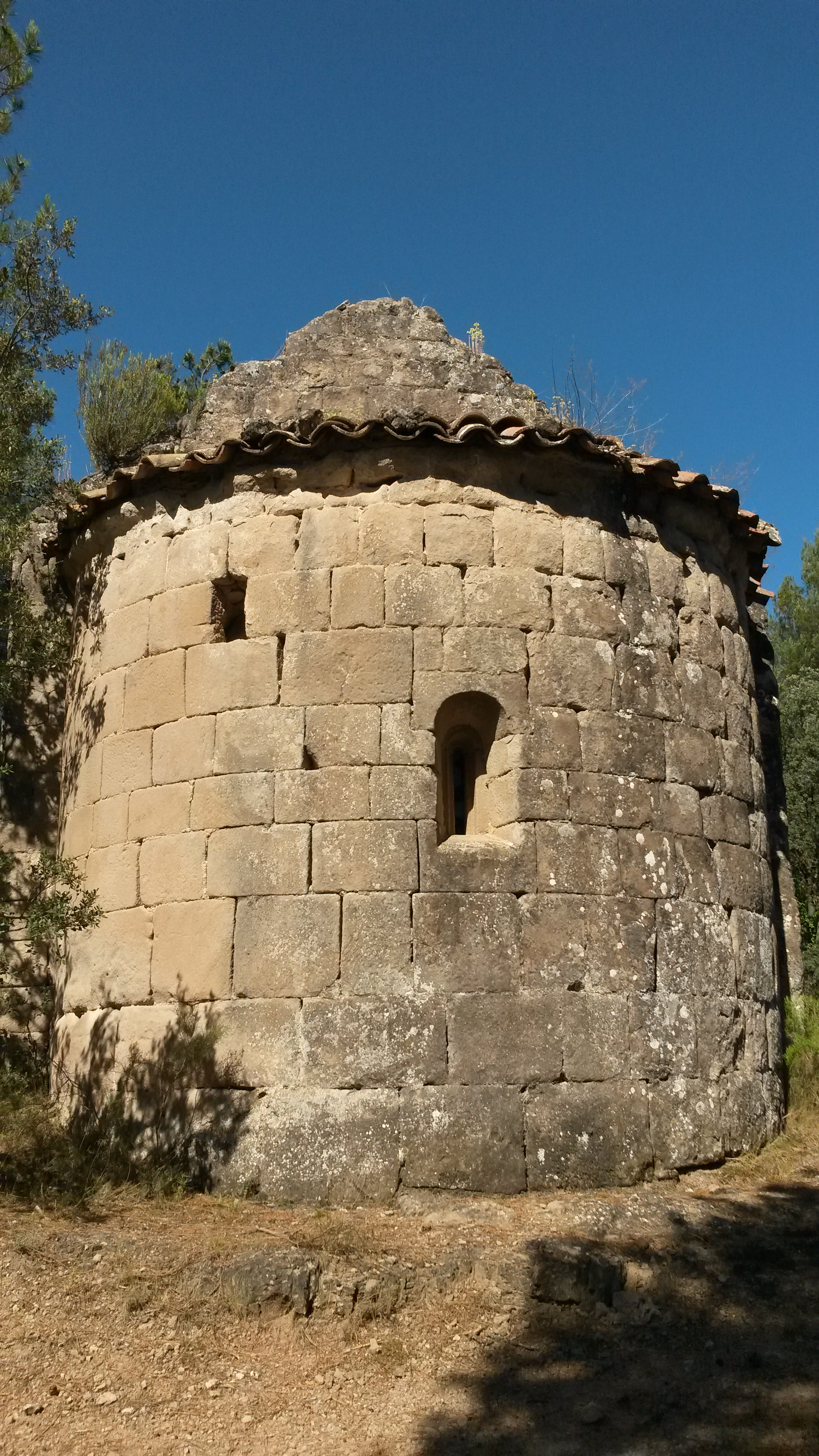
Absis de Sant Andreu de Cal Pallot.